# Conseil national de la transition (Burkina Faso)
Pour les articles homonymes, voir Conseil national de transition et CNT.
 (septembre 2020).
Le Conseil national de la transition (CNT) a assuré le rôle du corps législatif au Burkina Faso à la suite de l’insurrection populaire de 2014 qui a conduit à la démission du président Blaise Compaoré. Le CNT a joué un rôle clé durant la transition de la part le nombre de lois votées et la volonté populaire que celles-ci reflètent.
Il était présidé par Moumina Chériff Sy.   

## Contexte historique

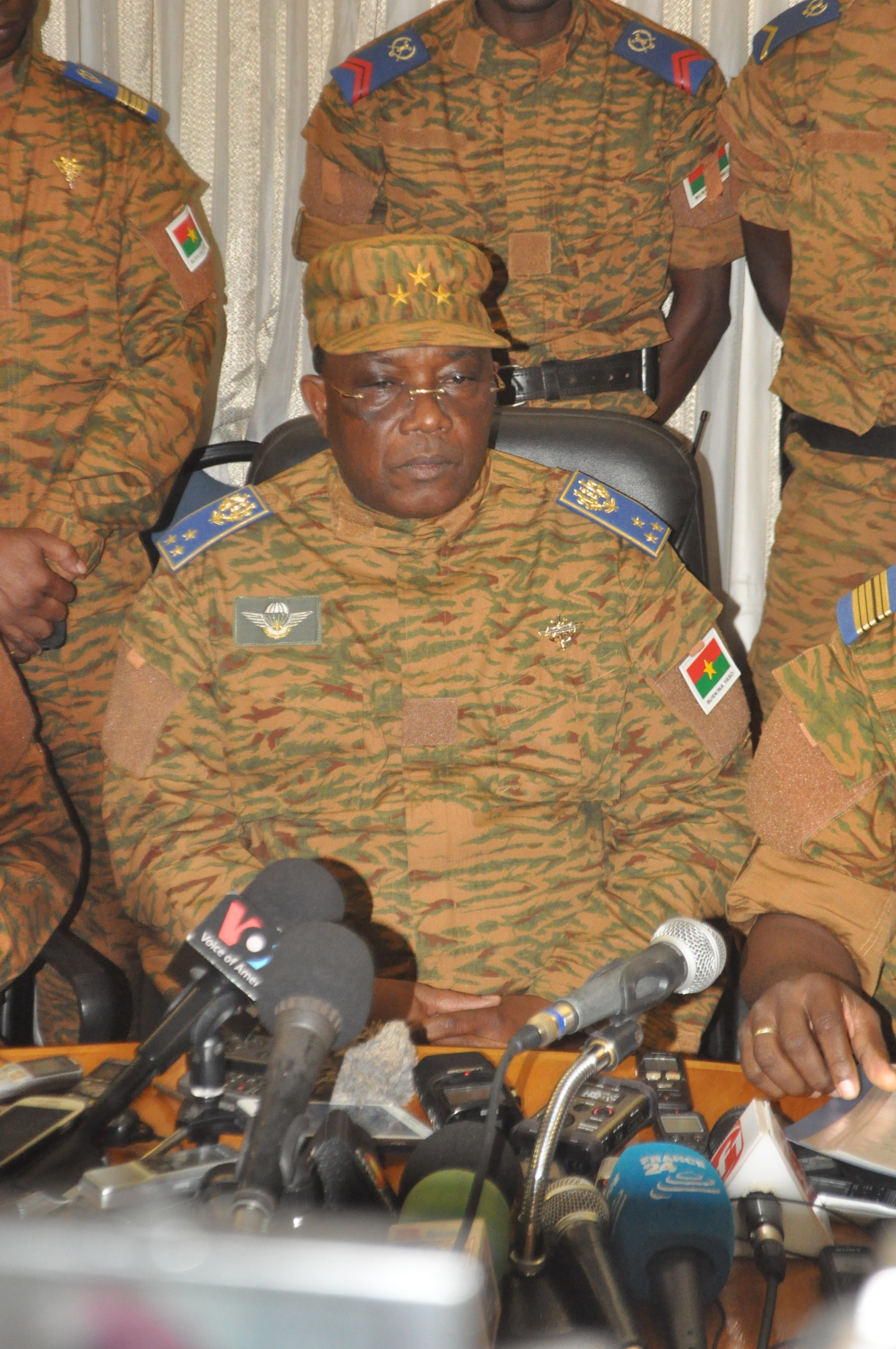
Général Honoré Traoré

À la suite de l'insurrection populaire des 30 et 31 octobre 2014, le président Blaise Compaoré est contraint à la démission laissant vacant le pouvoir après plus de 27 ans de règne. Cette vacance du pouvoir entraîne un trouble sans précédent dans la course pour prendre les rênes du pays. Comme on pouvait s'y attendre[style à revoir], les premières déclarations viennent du camp des militaires avec le chef d’état-major des armées, le général Honoré Nabéré Traoré, qui s'autoproclame chef de l'État par intérim le 31 octobre 2014 afin « de sauvegarder la vie de la nation ». Mais, cette décision ne fqit pas l'unanimité aussi bien au sein du peuple insurgé que dans l'Armée elle-même. En effet, une partie de la population préfère un autre militaire du nom de Kouamé Lougué, général à la retraite. Au niveau de l'armée, c'est le commandant adjoint de l'ex Régiment de sécurité présidentiel (RSP) du président déchu, le lieutenant-colonel Yacouba Isaac Zida, qui se déclare à son tour chef de l'État quelques instants plus tard. Ce revirement de situation n'est pas anodin et traduit la volonté des éléments du RSP, qui est à l'époque l'unité spéciale d'élite militaire la plus armée du pays, de maintenir leur statut privilégié acquis sous le régime Compaoré. Ainsi, c'est Zida qui a le mot final et est installé comme président par ses pairs au détriment du général Traoré. Face à cette décision, un autre appel à manifestation est fait par l'opposition politique et certaines OSC[Quoi ?] pour dénoncer la confiscation du pouvoir par les militaires le jour suivant (2 octobre 2014). C'est dans cette agitation que la présidente du Parti pour le développement et le changement (PDC), parti d'opposition, Saran Sérémé, avec l'appui de certains militants de l'opposition est conduite au siège de la télévision nationale pour annoncer sa désignation à la tête de la transition. Mais, elle renonce finalement et déclare avoir été forcée de se rendre à la RTB. Il faut noter[style à revoir] que le général à la retraite Kouamé Lougué a aussi tenté de se déclarer chef d'État par intérim à la RTB mais a été chassé par l'Armée. Finalement, c'est Zida qui est installé comme Président de la Transition.
Devant cette confiscation du pouvoir par le RSP largement contesté par le peuple, les responsables des partis politiques du CFOP (Chef de File de l’Opposition Politique,) et certaines OSC s'insurgent une nouvelle fois contre la mise en place d'une transition militaire en réclamant une transition civile. Il en est de même pour la communauté internationale qui exige une transition civile, sous peine de sanctions pour la transition mise en place. C'est face à ces pressions nationales et internationales que les militaires décident de remettre le pouvoir aux civils après de longues négociations qui aboutissent après à la Charte nationale de la transition adoptée le 13 novembre 2014. La Charte exige la mise en place d'un président (civil et non issu d'une classe politique) pour conduire la transition. Le chef d’État désigne un Premier ministre qui compose un gouvernement de 25 personnes. Enfin, un Conseil national de la transition (CNT) faisant office d'Assemblée nationale est mis en place. Il est aussi dirigé par un civil qui ne peut pas se présenter aux prochaines élections présidentielle et législative.

## Attributions
Selon la Charte de transition, le Conseil national de la transition est l'organe législatif de la transition. Il exerce les prérogatives définies par ladite Charte et au Titre V de la Constitution du 2 juin 1991, à l’exception de celles incompatibles avec la conduite de la transition. 

## Organisation et fonctionnement[12]

### Organisation
Les principaux organes du CNT sont : le Bureau, la Conférence des Présidents, les Commissions générales et les Groupes parlementaires. Ces organes font partie intégrante de son organisation et concourent à son fonctionnement.

#### Le Bureau
C'est l'organe dirigeant du CNT. Il est composé de son président est élu au début de la législature, de quatre vice-présidents, deux questeurs et six secrétaires parlementaires. Le Bureau a tout pouvoir pour organiser et diriger les services du CNT.
Le Bureau est composé comme suit :
- Premier Vice-président : Honoré Lucien Nombré
- Deuxième Vice-président : Ibrahima Koné
- Troisième Vice-président : Fernand Sanou
- Quatrième Vice-président : Amado Dabo
- Premier Secrétaire parlementaire : Issa Sienou
- Deuxième Secrétaire parlementaire : Issa Tiemtoré
- Troisième Secrétaire parlementaire : R. Laetitia Koudougou
- Quatrième Secrétaire parlementaire : Adama Seré
- Cinquième Secrétaire parlementaire : Bakary Koné
- Sixième Secrétaire parlementaire : K. René Lompo
- Premier Questeur : Alphonse Marie Oudéraogo
- Deuxième Questeur : P. Pélagie Kaboré

#### La Conférence des Présidents et les Commissions générales
La Conférence des Présidents et les Commissions générales sont restées similaires à celle de l'Assemblée nationale. 

#### Les Groupes parlementaires
Les groupes parlementaires représentent les composantes du CNT. À noter[style à revoir] qu'il faut 10 députés pour former un groupe. Quatre groupes ont ainsi été formés à l'image de la représentation des députés :  
- Liberté-Démocratie-Justice (LDJ) regroupant les partis membres de l'ancienne Chef de file de l'opposition politique
- Organisation de la société civile (OSC) constitué par les Organisations de la société civile
- Forces de Défenses et de Sécurité (FDS) représentant les différentes composantes de l'armée
- Alliance pour la République et la Démocratie (ARD) composé des partis de l’ancienne majorité

### Membres (députés) du CNT

#### Composition
La composition du CNT a été défini par la Charte de transition en son Article 12 et 13. On peut y voir[style à revoir] par exemple, que les personnes ayant ouvertement soutenu le projet de révision de l'article 37 ne peuvent pas être membres.
Le Conseil national de la transition est composé de 90 membres défini comme suit : 
- Trente représentants des partis politiques affiliés au CFOP (ex-opposition politique),
- Vingt-cinq représentants des organisations de la société civile (OSC),
- Vingt-cinq représentants de l'Armée,
- Dix représentants pour l'ancienne majorité politique.

#### Émoluments
Les 90 députés percevaient jusqu'au 31 décembre 2014 comme émoluments 1 778 000 F CFA soit (environ 2 700 euros). Ce montant est connu du grand public lors d'un débat initié par la RTB Télé le 8 janvier 2015. Cette annonce soulève une vague d'indignation au sein du peuple insurgé qui juge ces montants trop élevés et contraire à l'esprit de la révolution. Face à cette vague de contestation, les députés à l'unanimité décident de renoncer à leurs indemnités de spéciales de session pour percevoir au total 880 000 F CFA (environ 1 350 euros) comme émoluments.

## Lois votées
À la fin du mandat qui lui est accordé, le CNT a voté au total 110 lois dont 106 en projets (sur 118) et 4 en propositions (sur 7), 33 résolutions et adressé 68 questions au Gouvernement. C'est le plus grand nombre de lois voté dans l'histoire du pays. Les sections suivantes présentes quelques lois. Le récapitulatif des lois et textes adoptés par le CNT est présenté dans son bilan dont le texte est disponible dans les archives de l'Assemblée nationale.

### Lois les plus remarquables
- Loi no 005-2015/CNT portant nouveau Code électoral, votée à 75 voix contre 10 voix et 3 abstentions. Les résultats du vote traduisent bien la volonté d'apporter un changement profond à l'ancien code électoral afin d’aboutir à des élections plus démocratiques. Cette loi vient modifier celle du 3 juillet 2001 N°014-2001/AN portant Code électoral. Plusieurs reformes ont ainsi été apportées dans l'organisation des élections au Burkina dont les plus importantes sont l'introduction des candidatures indépendantes, l'interdiction des gadgets électoraux lors des campagnes et l'opposition formelle à l'utilisation des biens étatiques à des fins électorales[19].
- Loi no 004-2015/CNT portant prévention et répression de la corruption au Burkina Faso. Ce projet de loi a été porté par les députés du groupe OSC. Cette loi prévoit l'institution de la déclaration d’intérêt, de patrimoine, et l’interdiction de recevoir les cadeaux de plus de 35 mille francs[20].

### Lois les plus populaires
- Loi no 103-2015/CNT portant bail d'habitation privée au Burkina Faso. Cette loi vise à encadrer les relations et rapports entre bailleurs et locataires. Elle devra permettre la mise en place d'un barème de référence du bail d'habitation privée au Burkina Faso et de fixer le montant mensuel du loyer. Cette loi était vivement attendue par la population burkinabé qui fait face à des prix de location démesurés fixés selon le bon vouloir du bailleur. Depuis son adoption, l'application concrète de cette loi est toujours attendue[21].
- Loi no 60-2015/CNT portant régime d’assurance maladie universelle au Burkina Faso.
- Loi no 041-2015/CNT portant autorisation de ratification du Traité de Marrakech visant à faciliter l'accès des aveugles, des déficients visuels et des personnes ayant d’autres difficultés de lecture des textes imprimés et aux œuvres publiées.

### Opinion sur les lois votées
D'une manière générale, les lois votées et autres textes produits par le CNT ont été appréciés par bon nombre de burkinabè. Pour certains observateurs, ces lois « réconcilient le Burkina avec son peuple et son histoire, et honorent les martyrs tombés lors de l’insurrection des 30 et 31 octobre 2014 et de la résistance de septembre 2015 ».

## Rôle du CNT lors de latentative de coup d’État manqué de 2015
À la suite de la prise d'otage du président Michel Kafando et de son premier ministre Yacouba Isaac Zida par l'ex-RSP le 16 septembre 2015 et les annonces faites dont la démise de ses fonctions du Président et la dissolution du CNT le lendemain par le lieutenant-colonel Mamadou Bamba, le président Moumina Chériff Sy et les membres de son institution sont entrés dans la clandestinité. En effet, prenant acte de l’incapacité du président du Faso à exercer ses fonctions, Moumina Chériff Sy en sa qualité de président du CNT et conformément à la Constitution, se déclare comme chef d’État par intérim et appelle le peuple à résister face aux putschistes. C'est ainsi que débuta l'organisation des mouvements de résistance un peu partout sur le territoire. De par ses prises de position fermes, il parvient à réunir les partis politiques et la population pour faire bloc contre notamment les décisions de la CEDEAO avec ses deux médiateurs Macky Sall et Yayi Boni visant à amnistier les putschistes et autoriser l'ancien parti au pouvoir de se présenter aux prochaines élections. Au regard de la pression nationale et internationale, les putschistes finissent par céder le pouvoir aux responsables de la Transition.